# 河合町 (台灣)
河合町為臺灣日治時期臺北市之行政區，因過去為基隆河與淡水河合流處而得名。設町前原屬番子溝及大龍峒西側，戰後劃入臺北市大同區，約為今民族西路以北，延平北路四段以西區域。該町於日治時期有漁民居於此撈獵，戰後因河貌改變，部份區域成為社子島外圍，並無任何住家與街道。基隆河改道後與社子島相連，部份區域改劃入士林區。